# Tower of London (1962)
Tower of London é um filme de terror produzido pela Universal Pictures de 1962 coescrito por Leo Gordon e F. Amos Powell dirigido por Roger Corman.
Esse filme é uma regravação do homônimo de 1939 que estrelava Boris Karloff como Richard e Basil Rathbone. Vincent Price também atuou na versão original como um mero extra que morre pelas mãos de Karloff.

## Sinopse
Richard, o duque de Glocester, quer o trono da Inglaterra a qualquer custo. Assim, ele assassina todos que se atrevam a cruzar seu caminho e torna-se o rei Richard III da Inglaterra, mas os fantasmas daqueles que morreram por esse título o atormentarão até que ele seja punido.

## Elenco
- Vincent Price ... Ricardo 3.º
- Michael Pate ... Sir Ratcliffe
- Joan Freeman ... Lady Margaret
- Robert Brown ... Sir Justin
- Bruce Gordon ... conde de Buckingham
- Joan Camden ... Anne Neville
- Richard Hale ... Tyrus